# Chiesa di San Massimo (Isola del Gran Sasso)
La chiesa di San Massimo è un edificio religioso di Isola del Gran Sasso d'Italia, in provincia di Teramo.

## Storia

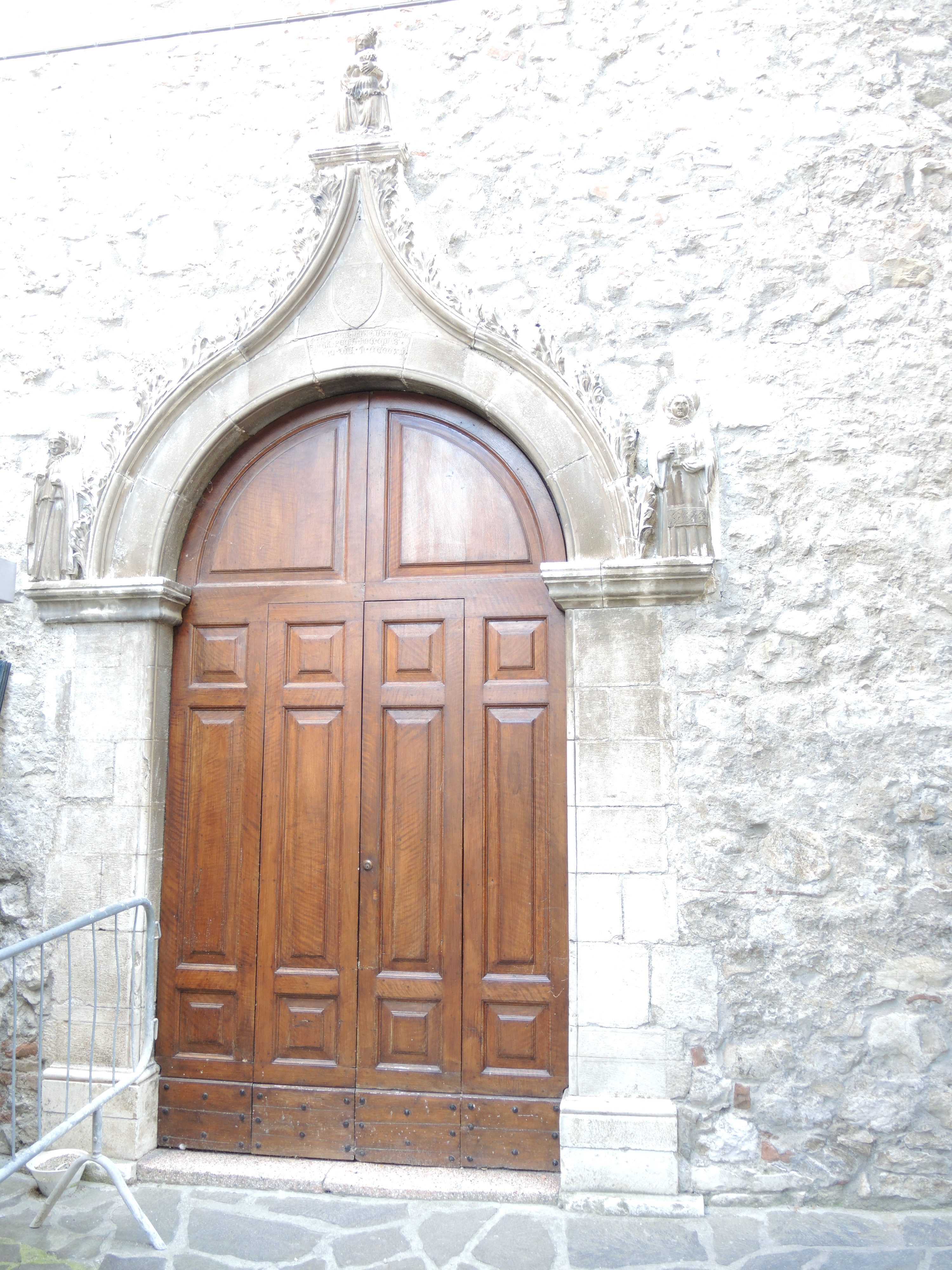
Portale della navata di destra

Isola del Gran Sasso si trova ai piedi del Gran Sasso d'Italia, al centro di una conca alla confluenza del torrente Ruzzo e del fiume Mavone, da cui il nome di Isola, in una valle detta Valle Siciliana. Il centro storico, detto "castello dell'Isola", è chiuso da tre porte raccordate da mura difensive risalenti al medioevo.
Della fortificazione faceva parte la struttura posteriore della chiesa di San Massimo, costruita antecedentemente al 1420, data che appare sul portale laterale della chiesa, le cui navate laterali sono state ampliate in tempi successivi alla costruzione del nucleo centrale dando alla chiesa una pianta più estesa in larghezza che in lunghezza.

## Architettura
La facciata della chiesa ha un portale in pietra al di sopra del quale si trova una nicchia con tracce di un affresco della Madonna. Sopra di questa si trova un oculo rotondo con il busto in terracotta di San Massimo. 
La facciata è sormontata da un campanile a vela con due campane, mentre sulla parete di sinistra della chiesa si trova un campanile a pianta quadrata sormontato da una guglia tondeggiante.
Sul lato destro della facciata si trova un portale in pietra opera dello scultore Matteo da Napoli dal quale si accede alla navata di destra della chiesa, strutturata su tre navate divise da archi a tutto sesto sorretti da pilastri.
In fondo alla navata centrale si trova l'abside con l'altare maggiore. 
Addossato sull'ultimo pilastro di sinistra della navata si trova un pulpito in legno.
La navata di sinistra è dedicata a san Jacopo ed ospita è un battistero rinascimentale datato 1529 e voluto da Hernando de Alarcón, il primo marchese della Valle Siciliana.
In sacrestia è conservato un pannello del 1753 composto da quindici mattonelle in maiolica raffigurante una Madonna con Bambino realizzato da Andrea Pompei di Castelli.
Nella chiesa è custodita anche la statua lignea della Madonna di Pagliara che viene portata in processione ogni anno la domenica successiva alla Pasqua.